# Mercedes Sosa
Mercedes Sosa   (San Miguel de Tucumán, 9 de juliol de 1935 - Buenos Aires, 4 d'octubre de 2009) coneguda com La Negra va ser una cantant argentina. Les seves arrels artístiques estaven dins la folk music argentina. Sosa era un exponent de la nueva canción. Va interpretar cantants brasilers i cubans.
Va ser ambaixadora de l'UNICEF i va actuar a grans escenaris com el Lincoln Center de Nova York, el Théâtre Mogador a París i la Capella sixtina del Vaticà, també al Carnegie Hall i el Colosseu de Roma.

## Biografia
Nasqué a San Miguel de Tucumán, d'origen mestís, francès i quítxua.
Sosa amb el seu primer marit, Manuel Óscar Matus, s'integraren al moviment musical dels anys seixanta nueva canción, anomenat nuevo cancionero a l'Argentina.
Durant la dictadura militar argentina de Jorge Videla el 1976, Sosa i la resta del seu equip van ser arrestats durant una actuació. Va ser alliberada per la pressió internacional. S'exilià a París i després a Madrid.
Tornà a l'Argentina l'any 1982, pocs mesos abans que el règim militar col·lapsés per la Guerra de les Malvines.
Encara que en la seva joventut donés suport a Juan Domingo Perón després va ser políticament d'esquerres. S'oposà a Carlos Menem i donà suport a l'elecció de Néstor Kirchner, que passà a ser president el 2003.

## Discografia
Enregistrà fins a catorze àlbums.
- La voz de la zafra  (1962)
- Canciones con fundamento  (1965)
- Yo no canto por cantar  (1966)
- Hermano  (1966)
- Para cantarle a mi gente  (1967)
- Con sabor a Mercedes Sosa  (1968)
- Mujeres argentinas  (1969)
- Navidad con Mercedes Sosa  (1970)
- El grito de la tierra  (1970)
- Homenaje a Violeta Parra  (1971)
- Hasta la victoria  (1972)
- Cantata sudamericana  (1972)

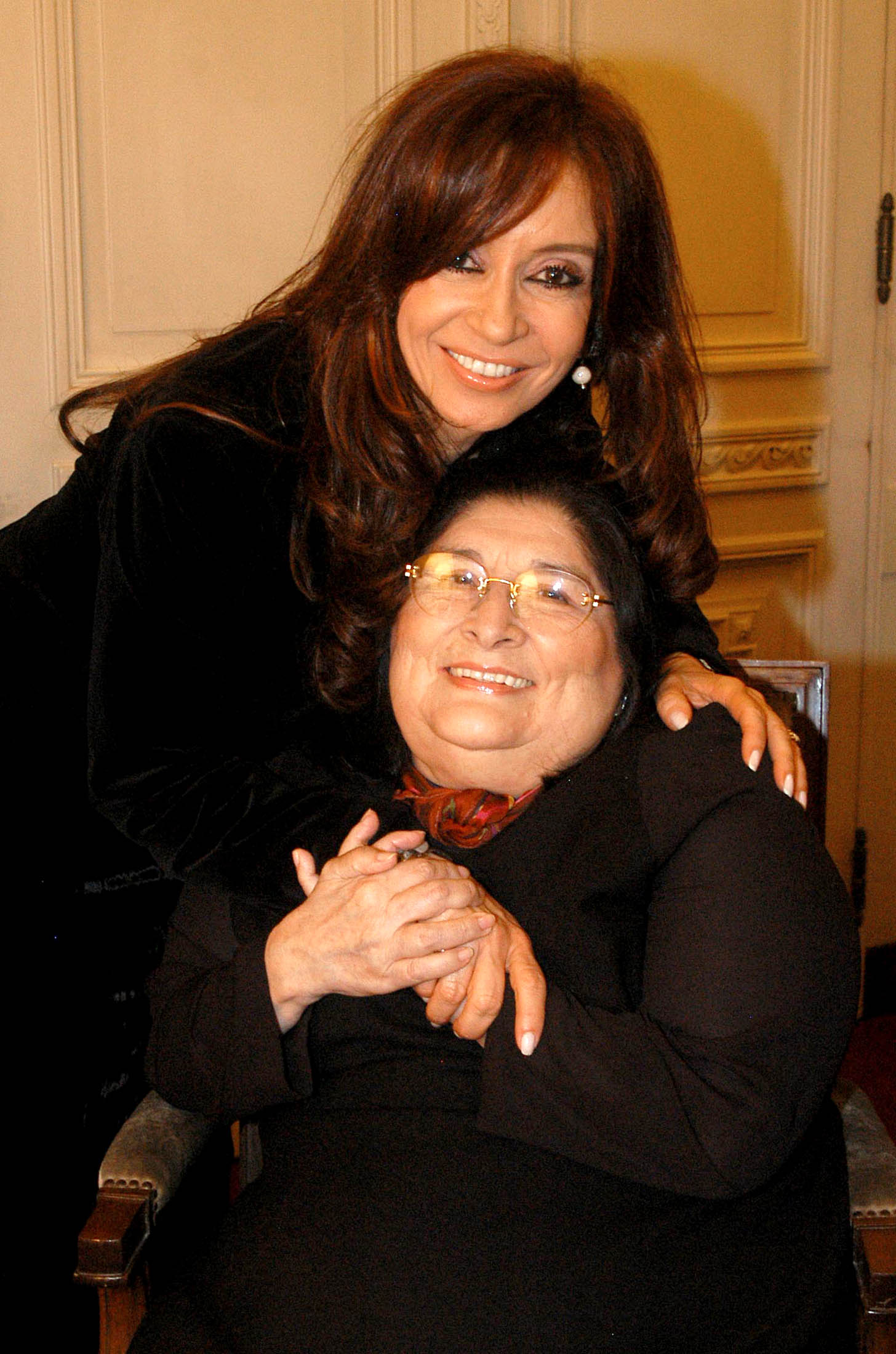
Mercedes Sosa el 2005, amb Cristina Fernández.

- Traigo un pueblo en mi voz  (1973)
- Si se calla el cantor  (1973) (amb Gloria Martín, vida a Venezuela)
- Niño de mañana  (1975)
- A que florezca mi pueblo  (1975)
- En dirección del viento  (1976)
- O cio da terra  (1977)
- Mercedes Sosa interpreta a Atahualpa Yupanqui  (1977)
- Si se calla el cantor  (1977) - Recopilació
- Serenata para la tierra de uno  (1979)
- A quién doy  (1980)
- Gravado ao vivo no Brasil  (1980)
- Mercedes Sosa en Argentina  (1982)
- Mercedes Sosa  (1983)
- Como un pájaro libre  (1983)
- Recital  (1983)
- ¿Será posible el sur?  (1984)
- Vengo a ofrecer mi corazón  (1985)
- Corazón americano  (1985) (amb Milton Nascimento i León Gieco)
- Mercedes Sosa ´86  (1986)
- Mercedes Sosa ´87  (1987)
- Amigos míos  (1988)
- En vivo en Europa  (1990)
- De mí  (1991)
- 30 años  (1993)
- Sino  (1993)
- Gestos de amor  (1994)
- Live in Argentina  (1994)
- Live in Europe  (1994)
- Sera Posible El Sur  (1994)
- Vivir  (1994)
- Oro  (1995)
- Escondido en mi país  (1996)
- Gracias a la Vida  (1996)
- Alta fidelidad  (1997)  (amb Charly García)
- Coleccion Mi Historia  (1997)
- Al despertar  (1998)
- Misa criolla  (1999)
- Serie Millennium 21  (1999)
- La Negra  (2000)
- Acústico  (2002)
- Grandes Exitos, Vols. 1 & 2  (2002)
- 40 Obras Fundamentales  (2003)
- Argentina quiere cantar  (2003) (amb Víctor Heredia i León Gieco)
- Voz Y Sentimiento  (2003)
- Corazón libre  (2005)
- Éxitos Eternos  (2005)
- La Historia del Folklore  (2007)
- Cantora 1 (2009)
- Cantora 2  (2009)

## Filmografia
- Güemes, la tierra en armas (1971)
- Argentinísima (1972)
- Esta es mi Argentina (1974)
- Mercedes Sosa, como un pájaro libre (1983)
- Será posible el sur: Mercedes Sosa (1985)
- Historias de Argentina en vivo (2001)